# Ellen Pollock
Ellen Pollock född den 29 juni 1902, död den 29 mars 1997 var en brittisk skådespelare som huvudsakligen uppträdde på scen i Londons West End, men även i många filmer och TV-produktioner.

## Biografi
Pollock beundrade Bernard Shaw och var ordförande i "The Shaw Society" från 1949. I minnesordet i The Independent framhölls att "Pollock har, under en 72 år lång karriär, förmodligen spelat fler hjältinneroller skapade av Shaw än någon annan. Hon regisserade hela säsonger med hans pjäser, och det var under premiären (Watergate, 1950) för ett av hans mindre kända stycken - Farfetched Fables - som hon tillkännagav Shaw's död från scenen".
Pollocks intresse för skådespeleri började redan i sjuårsåldern när hon såg Sarah Bernhardt på scen. Hon förstod då att hon själv ville bli en skådespelare. Pollock blev också regissör vid teatern och undervisade i dramatik vid RADA (Royal Academy of Dramatic Art) och Webber Douglas Academy of Dramatic Art. Hennes mångskiftande medverkan i TV innefattade bland annat åtskilliga framträdanden i The Forsyte Saga för BBC.
Hon var gift två gånger, med kapten Leslie Hancock (1929–1944, hans död) och artisten James Proudfoot (1945–1971, hans död). Hon har ett barn tillsammans med kapten Hancock.
Ellen Pollock's mor var syster till Otto Hermann Kahn (investerare och filantrop) samt kompositören Robert Kahn.

## Filmografi
- Moulin Rouge (1928)
- Piccadilly (1929)
- The Informer (1929)
- Night Birds (1930)
- Too Many Crooks (1930)
- Midnight (1931)
- The Wife's Family (1931)
- Let's Love and Laugh (1931)
- A Gentleman of Paris (1931)
- 77 Park Lane (1931)
- The Last Coupon (1932)
- The First Mrs. Fraser (1932)
- Channel Crossing (1933)
- Heads We Go (1933)
- Mister Cinders (1934)
- It's a Bet (1935)
- Royal Cavalcade (1935)
- The Happy Family (1936)
- Aren't Men Beasts! (1937)
- Non-Stop New York (1937)
- Millions (1937)
- Splinters in the Air (1937)
- The Street Singer (1937)
- Sons of the Sea (1939)
- Spare a Copper (1940)
- Kiss the Bride Goodbye (1945)
- Don Chicago (1945)
- Bedelia (1946)
- Warning to Wantons (1949)
- Something in the City (1950)
- To Have and to Hold (1951)
- The Galloping Major (1951)
- The Fake (1953)
- The Golden Link (1954)
- The Time of His Life (1955)
- Not So Dusty (1956)
- The Hypnotist (1957)
- The Gypsy and the Gentleman (1957)
- The Long Knife (1958)
- So Evil, So Young (1961)
- Master Spy (1964)
- Rapture (1965)
- Who Killed the Cat? (1966)
- Finders Keepers (1966)
- Horror Hospital (1973)
- The Wicked Lady (1983)